# 동전주
동전주(銅錢株)란 주가가 1,000원 미만인 상장 주식을 말한다. 동전주와 대비되는 개념으로 지폐주(紙幣株)라는 말도 많이 쓰이는데, 이는 1,000원 이상의 주식을 말한다.
동전주는 소형주 중에서도 주가가 낮은 주식들이기 때문에 보통 주가가 저평가되어 있는 종목이라는 인식이 강하나, 이는 사실 액면가가 얼마인가에 따라 다르다. 액면가 5,000원인 주식이 500원짜리 동전주일 경우 가치가 1/10 로 내려간 상태이지만, 액면가 100원인 주식이 500원이 되어 있을 경우 가치는 액면가 대비 5배 상승한 수치이기 때문이다.

## 특징
동전주는 증시에서 흔히 투기의 대상으로 인식된다. 그 이유는, 100,000원짜리 주식이 두배로 상승하는 경우는 찾아보기 힘들지만 500원짜리 주식이 1,000원 혹은 그 이상으로 급등하는 경우는 상당히 많은 편이기 때문이다.
동전주는 실적 개선으로 주가가 저평가된 이유가 해소되거나 강력한 테마주가 되어 상승하는 경우가 종종 발생하는데, 이렇게 되어 지폐주가 되면 투자금 대비 2배 이상 상승하는 경우도 많이 있다. 강력한 테마에 엮인 경우 10배 이상 상승하는 종목도 적지 않다.
2012년 미래산업은 400원대의 동전주였으나 수주 실적과 더불어 대선 테마주로 엮이면서 1950원까지 상승했고, 본래 500원대의 동전주였던 우리들생명과학은 같은 해 4,000원 넘어 상승했다. 실적부진으로 2014년 초 800원대의 동전주였던 파인디앤씨는 실적이 개선되자 같은해 8월 2,000원 이상으로 올랐고, 2013년 500원대의 동전주였던 텍셀네트컴 역시 실적개선으로 2014년에는 2,400원 이상으로 올랐다.
이들은 모두 동전주가 강력한 테마 혹은 실적에 힘입어 지폐주로 등극한 사례로, 동전주가 크게 오르면 많은 투자 수익을 가져다주기 때문에 증시의 주목을 받는다. 이런 이유로 동전주들이 HTS나 증권 포탈 등에서 검색 순위가 급등하곤 한다. 특히 작전 세력이 주가를 올리려는 종목을 물색할 때는 주가가 천원 미만인 동전주들을 선택하는 경우가 많아, 급등주를 예상하는 요건의 하나로 동전주인지의 여부를 많이 따지곤 한다.

## 투자자들의 성향
보통 증시에서 블루칩으로 인식되는 대형주는 이렇게 크게 상승하는 경우가 드물기 때문에, 개인투자자들이 큰 차익을 노리고 동전주에 많이 투자하는 경향을 보인다. 기관 투자자들은 동전주에 잘 투자하지 않는데 그 이유는, 큰 자금을 굴리는 기관 투자자가 투자하기에는 동전주들이 대체로 시가총액 규모가 작기 때문이다.
다만 기술력이 떨어지거나, 시장점유율이 낮거나, 경영 능력에 문제가 있어 동전주로 머무는 경우가 있는데, 이러한 잡주들을 싸다고 매수하면 더 큰 손해를 보는 경우도 많아, 개인투자자들에게 주의를 당부하는 기사가 실리기도 했다.

## 대표적인 동전주들
- 슈넬생명과학 : 2015년 가격제한폭이 30%로 확대된 후 동전주 테마의 급등을 이끈 종목이다. 10배가량 급등하여 동전주를 이미 벗어나 상승폭이 꺾인 후 다른 동전주들이 급등을 이어가고 있다.
- 지엠피 : 라미네이션 시장에서 독일·일본·미국을 제치고 세계 점유율 30%로 세계시장 1위를 자랑하는 강소기업이다. 그러나 주가는 저평가되어 동전주 상태이다.[8]
- 미래산업 : 2012년도 정치테마주로 이름을 떨친 후 급락한 종목이다. 대주주의 고점 매도로 인해 많은 논란이 되었으나, 급락 후에도 많은 거래량을 보여 왔다.
- 인디에프 : 소위 힐러리 테마주로 알려지며 2015년에 급등한 종목이다.
- 우리들생명과학 : 2012년도에 급등하여 주목을 받았던 정치테마주의 대표적인 종목이다. 현재는 우리들휴브레인으로 개명되었고 더 이상 동전주가 아니다.

## 동전주 테마
2015년 가격제한폭이 30%로 확대된 후, 가격이 싼 동전주들이 상승하기 쉽다는 이유로 수급이 몰려 동시다발적으로 큰 상승을 보였는데 이렇게 형성된 테마를 증시에서는 동전주 테마라고 부른다. 동전주 테마주에 해당되는 종목들은 다음과 같다.
- 슈넬생명과학
- 지엠피
- 미래산업
- 케이디건설
- 씨씨에스
- 우리기술
- 페이퍼코리아
- SH홀딩스
- 피에스엠씨
- 갑을메탈
- 제미니투자
- 웨이포트

## 같이 보기
- 소형주
- 동전주 테마
- 테마주
- 대형주